# Wellfleet (Nebraska)
Wellfleet es una villa ubicada en el condado de Lincoln en el estado estadounidense de Nebraska. En el Censo de 2010 tenía una población de 78 habitantes y una densidad poblacional de 111,13 personas por km².

## Geografía
Wellfleet se encuentra ubicada en las coordenadas 40°45′14″N 100°43′55″O / 40.75389, -100.73194. Según la Oficina del Censo de los Estados Unidos, Wellfleet tiene una superficie total de 0.7 km², de la cual 0.7 km² corresponden a tierra firme y (0%) 0 km² es agua.

## Demografía
Según el censo de 2010, había 78 personas residiendo en Wellfleet. La densidad de población era de 111,13 hab./km². De los 78 habitantes, Wellfleet estaba compuesto por el 76.92% blancos, el 1.28% eran afroamericanos, el 0% eran amerindios, el 5.13% eran asiáticos, el 0% eran isleños del Pacífico, el 7.69% eran de otras razas y el 8.97% pertenecían a dos o más razas. Del total de la población el 10.26% eran hispanos o latinos de cualquier raza.